# Madalena (Tomar)
Madalena é uma povoação portuguesa do Município de Tomar que foi sede da extinta Freguesia de Madalena, freguesia que tinha 30,63 km² de área e 3 239 habitantes (2011), e, por isso, uma densidade populacional de 105,7 hab/km².
A Freguesia de Madalena foi extinta (agregada) pela reorganização administrativa de 2012/2013, sendo o seu território integrado na Freguesia de Madalena e Beselga.
A Freguesia de Madalena compreendia as seguintes povoações: Além da Ribeira, Cabeço da Figueira, Caldelas, Caniçal, Capela, Carvalhal Grande, Carvalhal Pequeno, Casais da Madalena, Casal das Freiras, Casal do Grou, Casal do Pinhal, Casal do Pote, Casal de São Miguel, Casal do Vinho Vai, Cem Soldos, Charneca do Maxial, Choupal, Corujo, Madalena, Gaios, Galegos, Juncais de Baixo, Marmeleiro, Maxial, Murteira, Paço da Comenda, Porto da Lage, Porto Mendo, Quinta da Anunciada, Quinta de Cima, Quinta da Pisca, Ramalheira, Ramilo, São Miguel, Vale Cabrito, Valongo e Vale do Pote.
Segundo Pinho Leal (Portugal Antigo e Moderno), esta freguesia conheceu importante povoamento na época dos romanos. Para este autor, o actual lugar de Caldelas teria como base anterior a antiquíssima cidade do mesmo nome. Outros autores apontam Caldede como o nome exacto dessa cidade. Ignora-se a data da sua criação. É de crer que foi em época remota. Embora o pórtico da Igreja Matriz contenha a inscrição de 1667 e no seu interior existam pedras de sepulturas com data de 1672, segundo o Professor Mário Mourão, teria sido o Infante D. Henrique, enquanto Grão-Mestre da Ordem de Cristo, o fundador da Igreja Paroquial de Santa Maria Madalena, dando-se assim início a uma delimitação territorial, que embora de cariz religioso, viria a assumir mais tarde as funções inerentes a uma freguesia, em termos de gestão político-administrativa.

## População
| População da freguesia de Madalena | População da freguesia de Madalena | População da freguesia de Madalena | População da freguesia de Madalena | População da freguesia de Madalena | População da freguesia de Madalena | População da freguesia de Madalena | População da freguesia de Madalena | População da freguesia de Madalena | População da freguesia de Madalena | População da freguesia de Madalena | População da freguesia de Madalena | População da freguesia de Madalena | População da freguesia de Madalena | População da freguesia de Madalena |
| ---------------------------------- | ---------------------------------- | ---------------------------------- | ---------------------------------- | ---------------------------------- | ---------------------------------- | ---------------------------------- | ---------------------------------- | ---------------------------------- | ---------------------------------- | ---------------------------------- | ---------------------------------- | ---------------------------------- | ---------------------------------- | ---------------------------------- |
| 1864                               | 1878                               | 1890                               | 1900                               | 1911                               | 1920                               | 1930                               | 1940                               | 1950                               | 1960                               | 1970                               | 1981                               | 1991                               | 2001                               | 2011                               |
| 1 320                              | 1 523                              | 1 612                              | 1 796                              | 2 449                              | 2 637                              | 2 774                              | 3 222                              | 3 176                              | 2 591                              | 3 169                              | 3 292                              | 3 434                              | 3 466                              | 3 239                              |

No censo de 1864 figura Cem Soldos. Nos censos de 1878 a 1930 figura Madalena - Cem Soldos. Pelo decreto lei nº 27.424, de 31/12/1936, passou a denominar-se Madalena
| Distribuição da População por Grupos Etários | Distribuição da População por Grupos Etários | Distribuição da População por Grupos Etários | Distribuição da População por Grupos Etários | Distribuição da População por Grupos Etários | Distribuição da População por Grupos Etários | Distribuição da População por Grupos Etários | Distribuição da População por Grupos Etários | Distribuição da População por Grupos Etários | Distribuição da População por Grupos Etários |
| -------------------------------------------- | -------------------------------------------- | -------------------------------------------- | -------------------------------------------- | -------------------------------------------- | -------------------------------------------- | -------------------------------------------- | -------------------------------------------- | -------------------------------------------- | -------------------------------------------- |
| Ano                                          | 0-14 Anos                                    | 15-24 Anos                                   | 25-64 Anos                                   | > 65 Anos                                    |                                              | 0-14 Anos                                    | 15-24 Anos                                   | 25-64 Anos                                   | > 65 Anos                                    |
| 2001                                         | 559                                          | 471                                          | 1 745                                        | 691                                          |                                              | 16,1%                                        | 13,6%                                        | 50,3%                                        | 19,9%                                        |
| 2011                                         | 436                                          | 368                                          | 1 688                                        | 747                                          |                                              | 13,5%                                        | 11,4%                                        | 52,1%                                        | 23,1%                                        |

Média do País no censo de 2001:  0/14 Anos-16,0%; 15/24 Anos-14,3%; 25/64 Anos-53,4%; 65 e mais Anos-16,4%
Média do País no censo de 2011:   0/14 Anos-14,9%; 15/24 Anos-10,9%; 25/64 Anos-55,2%; 65 e mais Anos-19,0%

## Património
- Quinta da Anunciada Velha

Em meados do século XII a zona da Anunciada Velha era designada por Cerzedo, integrando a Comenda do Paul da Ordem dos Templários (António Pinto da França, 1989). Em 1192 estas terras, designadas como "uma herdade no termo de Tomar, chamada do Cerzedo, atravessada por uma ribeira do mesmo nome e rodeada de herdades da Comenda do Paúl", foram compradas por D. Martinho Formarico, comendador de Pombal (Idem). 
Não se sabe se durante as centúrias seguintes a "herdade do Cerzedo" se manteve como propriedade particular ou se integrou os bens da Ordem do Templo; apenas se documenta que no início do século XVI esta quinta pertencia a Isabel Teixeira, casada com Antão de Figueiredo, fidalgo da Casa Real. Nesta época a proprietária edificou dentro da herdade uma casa e uma capela dedicada a Nossa Senhora da Anunciada.
Em 1528, alguns anos depois da morte do marido, Isabel Teixeira doou a então denominada Quinta da Anunciada aos frades Capuchos, para que ali edificassem um convento (Idem, ibidem). Nesse mesmo ano, os religiosos iniciaram as obras de adaptação dos edifícios existentes, transformando-os num complexo conventual.
Nestas obras de adaptação executadas no início da terceira década do século XVI destacam-se o claustro e os dormitórios, bem como a reconstrução da capela-mor do pequeno templo de Nossa Senhora da Anunciada. No final do século XVI os frades ergueram uma nova igreja conventual, aproveitando parte da estrutura da primitiva capela (Idem, ibidem). 
Em 1629 os frades capuchos trocaram o espaço da Quinta da Anunciada por uns terrenos junto ao Convento de Cristo, onde edificaram uma nova casa conventual em 1645, numa herdade que ficou posteriormente designada como Quinta da Anunciada Nova. 
Assim, o espaço da Anunciada Velha passava para a tutela da Ordem de Cristo em meados do século XVII, e a partir desta data terá servido como herdade dedicada à exploração agrícola. Com a extinção das ordens religiosas a quinta foi vendida ao Padre Manuel Carrão, e em 1857 a propriedade era comprada por António da Costa Cabral, marquês de Tomar. 
No ano de 1942 foram executadas obras na antiga casa conventual, com o objectivo de adaptar o espaço a residência de veraneio, tendo sido feito um aproveitamento das instalações agrícolas. Entre 1988 e 1995 os proprietários da Quinta da Anunciada Velha custearam uma campanha de obras de recuperação do conjunto, e actualmente a herdade é utilizada como unidade de turismo de habitação.